# Шерлок (сериал)
„Шерлок“ е британска телевизионна криминална драма, която представя съвременна репрезентация на детективските истории на героя на Сър Артър Конан Дойл – Шерлок Холмс.
Създателите са Стивън Мофат и Марк Гатис, участват Бенедикт Къмбърбач в ролята на Шерлок Холмс и Мартин Фрийман в ролята на доктор Джон Уотсън. Излъчени са шест епизода в два сезона. Първите три епизода излизат през 2010 г., а втори сезон се излъчва през 2012 г. През март 2013 г. започва продукцията на трети сезон, като премиерата на първата серия ще се излъчи на 1 януари 2014 г. Сериалът е излъчен в над 180 страни.
Мофат и Гатис измислят концепцията за шоуто по време на пътуванията си с влак от и до снимачната площадка на „Доктор Кой“ в Кардиф. Идеята им за модерна версия на историите на Конан Дойл включва възможността Шерлок да използва модерни техологии, с които да си служи в разрешаването на престъпления. В ролята си на създатели на сериала всеки от тях пише сценария за една от сериите на сезон. Третата серия се пише от Стивън Томсън. Хартсууд Филмс продуцира сериала, който се излъчва по ББС. Основно снимките са в Кардиф, но се снима и на други места. За външните снимки на дома на Холмс и Уотсън улица Бейкър 221Б се използа северната част на улица Гауър в Лондон.
Шерлок проследява детектива Холмс, който помага на полицията или основно на инспектор Грег Лестрад (в ролята Рупърт Грейвс) в ролята си на консултант при разкриването на различни престъпления. Помага му съквартирантът му, д-р Джон Уотсън, който току-що се е върнал от военна служба в Афганистан. Основният враг на Холмс в сериала е Джим Мориарти (изигран от Андрю Скот). Патологът Моли Хупър (Луис Брейли) помага на Холмс, използвайки своята лаборатория. Други поддържащи роли са поверени на Уна Стъбс, която пресъздава г-жа Хъдсън, хазяйката на Холмс и Уотсън, и на един от създателите Марк Гатис, който играе брата на детектива, Майкрофт Холмс.
След като пилотният епизод не се излъчва, първата поредица от три 90-минутни епизода се излъчва по BBC през 2010 г. Втората поредица от три епизода излиза през 2012 г. Сериалът се радва на изключително позитивни отзиви, като много от критиците оценяват високо сценария, играта и режисурата. „Шерлок“ е номиниран за множество награди, сред които за наградите БАФТА и Еми, и печели някои от тях в различни категории. Всичките шест епизода излизат на DVD във Великобритания заедно с издания на оригиналните книги на Конан Дойл. Албуми с музиката от сериала също се продават.

## Епизоди
Продуцирани са две серии от по три епизода. Първи сезон се излъчва за първи път през юли и август 2010 г. по BBC, а по-късно през октомври 2010 г. тръгва и по PBS в САЩ. Втората поредица от епизоди се излъчва във Великобритания през януари 2012 г. и през май същата година – в САЩ. Третата поредица ще тръгне на малкия екран през 2014 г.

### Първи сезон (2010)
Първият епизод се казва „Етюд в розово“ и донякъде се базира на първия роман за Шерлок Холмс „Етюд в алено“. Сценарият е написан от Мофат, а режисьор е Пол Макгигън. Историята разказва за запознанството на Холмс и Уотсън и как те започват да делят апартамент на улица „Бейкър“ в Лондон. Епизодът проследява как те започват да разследват поредица от смъртни случаи, за които първоначално се вярва, че са самоубийста. Първият епизод се излъчва на 25 юли 2010 г.
Вторият епизод, наречен „Слепият банкер“, се излъчва на 1 август 2010 г. и е по сценарий на Стивън Томсън и под режисурата на Юрос Лин. Серията показва как Холмс е нает от негов стар приятел да разследва мистериозно влизане с взлом в банка.
Първи сезон завършва с „Голямата игра“, излъчен на 8 август 2010 г. Епизодът за първи път показва Джим Мориарти (Андрю Скот), който поставя определени срокове на Холмс да реши поредица от на пръв поглед несвързани случаи. Сценарият е написан от Марк Гатис, а режисурата е поверена на Макгигън. „Голямата игра“ завършва с особено напрегнат край, в който Шерлок и Мориарти се изправят един срещу друг, докато Уотсън е облечен с жилетка, пълна с експлозиви.

### Втори сезон (2012)
След високия рейтинг на „Етюд в розово“ Би Би Си показват интерес да продуцират още епизоди. На 10 август 2010 г. вторият сезон на „Шерлок“ е потвърден. На конвенция през 2011 г. Гатис потвърждава кои истории ще бъдат адаптирани, както и че всеки от сценаристите на първи сезон отново ще напише сценария на по един епизод. Очаквано, те са базирани на най-известните истории за Шерлок Холмс, а именно „Скандал в Бохемия“, „Баскервилското куче“ и „Последният проблем“. Пол Макгигън режисира първите два епизода, а режисьорът на „Доктор Кой“ Тоби Хейнс – последния. По план втори сезон трябва да се излъчи в края на 2011 г., но се отлага за януари 2012 г.
„Скандал в Белгравия“ по сценарий на Стивън Мофат и под режисурата на Пол Макгигън е излъчен за първи път на 1 януари 2012 г. С малко прилика с оригинала „Скандал в Бохемия“ епизодът проследява Холмс, който се опитва да си върне компрометиращи снимки на член от кралската фамилия, направени с мобилния телефон на Айрийн Адлер (изиграна от Лара Пулвър), безпощадна и брилянтна личност, която търгува с класифицирана информация, която изтръгва от своите богати и високопоставени клиенти.
Марк Гатис пише сценария за „Баскервил“, който разглежда странни неща, които се случват във военна база. Гатис е наясно, че „Баскервилското куче“, което е публикувано през 1902 г., е една от най-известните истории на Конан Дойл и е под натиск да включи повече познати елементи от историята, отколкото по принцип при по-неизвестни истории. Ръсел Тови се появява като Хенри Найт, мъж, чийто баща е нападнат от гигантско куче преди 20 години. Епизодът е по сценарий на Макгигън и се излъчва на 8 януари 2012 г.
Втори сезон приключва с „Райхенбахския водопад“. Стийв Томас пише сценария за този епизод, който е режисиран от Тоби Хайнс, който преди това режисира голяма част от епизодите на „Доктор Кой“. Първото излъчване е на 15 януари 2012 г. Епизодът се фокусира върху действията на Мориарти да премахне Шерлок Холмс, завършвайки с Холмс, който изсценира смъртта си пред погледа на Уотсън. Той е изграден върху разказа на Конан Дойл „Последният проблем“, в който Шерлок и Мориарти падат от Райхенбахските водопади в Швейцария и намират смъртта си там. Но по думите на Мофат тяхната версия на падането на Холмс превъзхожда оригиналната идея на Конан Дойл.

### Коледен миниепизод (2013)
През декември 2013 е излъчен 7-минутен епизод, който служи като прелюдия към третия сезон.

### Трети сезон (2014)
След края на последния епизод от втори сезон Мофат и Гатис обявяват в Туитър, че ще има и трети сезон на поредицата, както и че част от развръзката на „Райхенбахският водопад“ е снимана заедно с втори сезон. Гатис потвърждава, че ще пише сценария на първия епизод от трети сезон и че той ще има само малка прилика с „Празната къща“, в която Конан Дойл обяснява как Холмс е инсценирал смъртта си. Гатис обявява, че планира да направи реакцията на Уотсън при появата на Холмс в трети сезон много по-различна от тази на оригиналния герой.
Мофат трябва да се справи с факта, че в края Уотсън ще живее отделно от Холмс, въпреки че все още не е сигурен дали Уотсън ще се ожени в тази адаптация. Освен това Мофат иска да използва и други злодеи и врагове на Холмс, които са част от оригиналните стории на Конан Дойл. Без да разкрива дали Мориарти също е инсценирал смъртта си в края на втори сезон Мофат обявява, че той няма да има редовно присъствие в бъдещи епизоди на Шерлок. Мофат и Гатис споделят три думи, които имат връзка с трети сезон: плъх, сватба, панделка. По-късно и заглавията на трите епизода са посочени: „Празната катафалка“ по сценарий на Гатис, „Знакът на тримата“, написан от Томсън, и „Последната клетва“ по сценарий на Мофат. Ларс Микълсън ще изиграе ролята на злодея Чарлс Аугустус Магнъсън в трети сезон. Продукцията е запланувана да започне през януари 2013 г., но поради ангажираността на Къмбърбач и Фрийман снимките започват на 18 март. На 23 май продукцията приключва до втори епизод. На 1 септември Би Би Си съобщава, че снимките на трети сезон са приключили. На 29 ноември Би Би Си обявява чрез катафалка, която минава през цял Лондон и на която е написана датата, че първата серия от трети сезон ще се излъчи на 1 януари 2014 г.

### Специален епизод (2016)
На 5 януари 2015 започват снимките на специален епизод и приключват на 10 февруари. Той е излъчен през 2016 г.

### Четвърти сезон (2017)
След края на трети сезон продуцентът на сериала Стивън Мофат потвърждава, че ще има и четвърти, като сценарият вече е заплануван. По-рано актьорите в главните роли Къмбърбач и Фрийман обявяват, че възнамеряват да се върнат за следващ сезон, преди още той да е потвърден напълно от продуцентите. Мофат обявява, че въпреки натоварения график на двамата актьори сериалът ще продължи, като евентуални дати за новия сезон все още се обсъждат. Четвърти сезон бе потвърден и от драматичния завършек на последната серия от трети сезон, която се излъчи на 12 януари 2014 г. във Великобритания. Според Мофат двамата създатели на сериала вече имат готови идеи за четвърти и пети сезон.

## „Шерлок“ в България
В България сериалът започва излъчване на 2 октомври 2011 г. по AXN, всяка неделя от 21:00 със субтитри на български. На 16 април 2017 г. започва четвърти сезон, също всяка неделя от 21:00.
На 2 април 2012 г. започва по Fox Crime, всеки понеделник от 21:50. През 2017 г. започва трети сезон. Специалният епизод „Кошмарната булка“ също е излъчен. На 20 октомври започва четвърти сезон, всеки петък от 22:00. Дублажът е на Андарта Студио. Ролите се озвучават от артистите Даринка Митова, Весела Хаджиниколова, Росен Плосков, Кристиян Фоков в първи и втори сезон, Стефан Димитриев в трети и четвърти, и Петър Бонев.
През 2012 г. първи сезон е излъчен по БНТ 1. На 6 октомври започва премиерно втори сезон, всяка събота от 21:45 със субтитри. През февруари 2017 г. са повторени първите два сезона, а след тях започва премиерно и трети. Ролите се озвучават от артистите Радосвета Василева, Елена Русалиева, Даниел Цочев, Васил Бинев, Илиян Пенев и Николай Николов. На 19 април започва трети сезон със субтитри. На 14 юни започва четвърти сезон, всяка сряда от 20:55 също със субтитри.
През 2013 г. започва по TV7. Ролите се озвучават от артистите Гергана Стоянова, Лидия Вълкова, Георги Георгиев – Гого, Станислав Димитров, Александър Митрев и Петър Върбанов.
На 1 април 2024 г. започва по bTV Cinema от понеделник до сряда от 19:00. Дублажът е на студио Медия линк. Ролите се озвучават от артистите Елена Бойчева, Светлана Смолева, Александър Воронов, Иля Пепеланов и Светломир Радев.